# Pallacanestro Treviso 2009-2010
Questa voce raccoglie le informazioni riguardanti la Pallacanestro Treviso nelle competizioni ufficiali della stagione 2009-2010.

## Stagione
La stagione 2009-2010 della Pallacanestro Treviso sponsorizzata Benetton, è la 26ª nel massimo campionato italiano di pallacanestro, la Serie A.
All'inizio della nuova stagione la Lega Basket decise di modificare il regolamento riguardo al numero di giocatori stranieri da schierare contemporaneamente in campo. Si potevano iscrivere a referto 6 giocatori stranieri di cui massimo 3 non appartenenti a Paesi appartenenti alla FIBA Europe.

## Roster
Aggiornato al 10 gennaio 2022.
| Benetton Treviso 2009-2010 | Benetton Treviso 2009-2010 |
| Giocatori                  | Staff tecnico              |
| -------------------------- | -------------------------- |

| N. | Naz.                                       | Ruolo | Nome                  | Anno | Alt.   | Peso   |  |
| -- | ------------------------------------------ | ----- | --------------------- | ---- | ------ | ------ |  |
| 4  | Italia (bandiera)                          | P     | Andrea De Nicolao     | 1991 | 182 cm | 73 kg  |  |
| 5  | Croazia (bandiera)                         | PG    | Davor Kus             | 1978 | 191 cm | 91 kg  |  |
| 6  | Stati Uniti (bandiera) · Italia (bandiera) | C     | Tyrone Grant          | 1977 | 204 cm | 105 kg |  |
| 7  | Bosnia ed Erzegovina (bandiera)            | A     | Jasmin Hukić          | 1979 | 204 cm | 104 kg |  |
| 8  | Stati Uniti (bandiera)                     | A     | Cartier Martin        | 1984 | 201 cm | 103 kg |  |
| 9  | Stati Uniti (bandiera)                     | G     | K.C. Rivers           | 1987 | 195 cm | 92 kg  |  |
| 10 | Croazia (bandiera) · Italia (bandiera)     | C     | Sandro Nicević        | 1976 | 210 cm | 105 kg |  |
| 11 | Lituania (bandiera)                        | AC    | Donatas Motiejūnas    | 1990 | 213 cm | 101 kg |  |
| 12 | Italia (bandiera)                          | G     | Daniele Sandri        | 1990 | 197 cm | 86 kg  |  |
| 13 | Italia (bandiera)                          | PG    | Daniel Hackett        | 1987 | 197 cm | 90 kg  |  |
| 14 | Stati Uniti (bandiera)                     | G     | Gary Neal             | 1984 | 193 cm | 90 kg  |  |
| 15 | Italia (bandiera)                          | GA    | Alessandro Gentile    | 1992 | 197 cm | 104 kg |  |
| 18 | Stati Uniti (bandiera)                     | AC    | C.J. Wallace          | 1982 | 206 cm | 101 kg |  |
| 19 | Italia (bandiera)                          | C     | Andrea Renzi          | 1989 | 207 cm | 105 kg |  |
| 20 | Italia (bandiera)                          | P     | Andrea Saccaggi       | 1989 | 190 cm | 83 kg  |  |
| 20 | Stati Uniti (bandiera)                     | P     | Bobby Dixon           | 1983 | 178 cm | 73 kg  |  |
| 23 | Stati Uniti (bandiera) · Italia (bandiera) | C     | Maurice Taylor        | 1976 | 206 cm | 118 kg |  |
| -  | Italia (bandiera)                          | PG    | Gabriele Brusamarello | 1991 | 185 cm |        |  |
| -  | Italia (bandiera)                          | G     | Eros Chinellato       | 1991 | 191 cm |        |  |
| -  | Italia (bandiera)                          | C     | Ludovico De Paoli     | 1992 | 205 cm |        |  |
| -  | Argentina (bandiera) · Italia (bandiera)   | A     | Agustin Fabi          | 1992 | 199 cm | 90 kg  |  |
| -  | Italia (bandiera)                          | C     | Andrea Quarisa        | 1992 | 204 cm | 104 kg |  |
| -  | Italia (bandiera)                          | G     | Paolo Zanatta         | 1992 | 196 cm |        |  |

| Allenatore                                                                                     |
| - Francesco Vitucci (fino al 18 gennaio) - Jasmin Repeša (dal 18 gennaio)                      |
| Assistente/i                                                                                   |
| - Fabio Corbani - / Marcelo Nicola Legenda - (C) Capitano - (IN) Inattivo - Infortunato Roster |

## Mercato

### Sessione estiva
| Acquisti | Acquisti           | Acquisti          | Acquisti      | Acquisti |
| R.       | Nome               | da                | Modalità      |          |
| -------- | ------------------ | ----------------- | ------------- | -------- |
| A        | Cartier Martin     | Charlotte Bobcats | definitivo    |          |
| PG       | Davor Kus          | Cibona Zagabria   | definitivo    |          |
| AC       | Donatas Motiejūnas | Žalgiris Kaunas   | definitivo    |          |
| PG       | Daniel Hackett     | USC Trojans       | definitivo    |          |
| A        | Jasmin Hukić       | Olimpija Lubiana  | definitivo    |          |
| P        | Andrea Saccaggi    | Basket Livorno    | definitivo    |          |
| C        | Andrea Crosariol   | Scandone Avellino | fine prestito |          |
| PG       | Steven Marković    | Stella Rossa      | fine prestito |          |

| Cessioni | Cessioni            | Cessioni            | Cessioni         | Cessioni |
| R.       | Nome                | a                   | Modalità         |          |
| -------- | ------------------- | ------------------- | ---------------- | -------- |
| G        | Jón Stefánsson      | Granada             | fine contratto   |          |
| P        | DaShaun Wood        | Efes Pilsen         | fine contratto   |          |
| AP       | Matteo Soragna      | Pall. Biella        | fine contratto   |          |
| G        | Giannīs Kalampokīs  | Paniōnios           | fine contratto   |          |
| AC       | Radoslav Rančík     | Galatasaray         | fine contratto   |          |
| P        | Massimo Bulleri     | Olimpia Milano      | fine prestito    |          |
| AP       | Domen Lorbek        | Siviglia            | fine contratto   |          |
| AG       | Niccolò Martinoni   | Pall. Varese        | rinnovo prestito |          |
| C        | Gino Cuccarolo      | Virtus Siena        | rinnovo prestito |          |
| C        | Andrea Crosariol    | Virtus Roma         | fine contratto   |          |
| PG       | Steven Marković     | Radnički Kragujevac | fine contratto   |          |
| C        | Jakub Wojciechowski | Casalpusterlengo    | prestito         |          |
| P        | Nicolò Cazzolato    | Ruvo di Puglia      | fine contratto   |          |
| G        | Roberto Rullo       | Casalpusterlengo    | prestito         |          |

### Dopo l'inizio della stagione
| Acquisti | Acquisti       | Acquisti          | Acquisti         | Acquisti   |
| R.       | Nome           | da                | Data             | Modalità   |
| -------- | -------------- | ----------------- | ---------------- | ---------- |
| G        | K.C. Rivers    | A.B. Latina       | 15 dicembre 2009 | definitivo |
| AC       | Tyrone Grant   | Elitzur Ashkelon  | 4 gennaio 2010   | definitivo |
| C        | Maurice Taylor | Shanxi B. Dragons | 19 marzo 2010    | definitivo |
| P        | Bobby Dixon    | ASVEL             | 5 aprile 2010    | definitivo |

| Cessioni | Cessioni        | Cessioni      | Cessioni         | Cessioni    |
| R.       | Nome            | a             | Data             | Modalità    |
| -------- | --------------- | ------------- | ---------------- | ----------- |
| A        | Cartier Martin  | Iowa Energy   | 2 dicembre 2009  | rescissione |
| P        | Andrea Saccaggi | Fulgor Omegna | 21 dicembre 2010 | prestito    |
| C        | Tyrone Grant    | Reyer Venezia | 27 gennaio 2010  | rescissione |
| G        | Gary Neal       | Málaga        | 6 aprile 2010    | rescissione |